# Тессинг, Ян
Ян Тессинг (нид. Jean Tessing), известный в России как Иван Андреевич Тесинг (ум. 1702, Амстердам) — голландский купец-международник, книгоиздатель, книготорговец, знакомый Петра I. 
Познакомился с Петром I еще в Москве или Архангельске. В Голландии Пётр I часто бывал y Тессинга в гостях.
В 1698 году Тессинг получил от Петра I привилегию на печатание в Голландии и продажу в России книг на русском языке, гравюр и карт. 
В типографии Тессинга были изданы в основном учебные книги, которые были нужны в связи с началом петровских реформ («Краткое и полезное руковедение во арифметику», «Небесные сферы», «Введение краткое во всякую историю», «Краткое собрание Льва Миротворца показующее дел воинских обучение» и др.), а также любимые Петром I «Притчи Эссоповы». 
Руководил типографией Тессинга И. Ф. Копиевский.